# ゲームライター
ゲームライター（和製英語か Game + Writer）は、ゲームに関する文章を執筆する職業である。特に、コンピュータゲームやカードゲーム、ロールプレイングゲーム等を扱う者を表す。
仕事内容は、ゲームの商会や批評、攻略本の執筆といったもので、ゲーム制作者とファンを繋ぐ役割が求められる。特定の資格は必要なく、未経験者でも就業できる。

ゲームシナリオやスクリプトを執筆する者もゲームライターと呼ばれるが、ゲームシナリオライターとして区別される。